# Rising from a Burning Desease
Rising from a Burning Desease è il terzo album del gruppo hardcore Green Arrows. Venne pubblicato nel 2011 dalla Black Shirts Records.

## Tracce
1. Intro (The Flame) - 0:12
2. Related Reactions - 2:31
3. BZ HC - 3:01
4. Stand up for Rise Back - 2:52
5. War for Oil - 4:43
6. Better Times - 2:22
7. Misteries - 2:09
8. For the Crew - 2:55
9. Unnecessary Heroes - 3:20
10. Nike Laos - 3:39
11. No Weak Thoughts - 3:28

## Formazione
- Pav - basso, voce (negli album precedenti accreditato come Karma)
- Marmo - chitarra, cori
- Dave - batteria, cori (nell'album precedente accreditato come Fog)

## Ristampa 2018
Nel 2018 l'album viene ripubblicato dalla Rebel Records con una veste grafica completamente rinnovata e con la presenza di 3 bonus track.
I pezzi aggiuntivi sono delle versioni inedite di 3 brani contenuti in The Earth, ma registrati con una formazione differente da quella dell'edizione definitiva, e più congrua a quella di The Sky, ovvero con ancora la presenza di Master One alla giradischi e campionature e di un chitarrista lead a coprire la partenza dalla band di B.J..
- Pav - basso, voce
- Marmo - chitarra ritmica, cori
- Master One - giradischi, campionature, seconda voce
- Dave - batteria
- Johnny Nazgul - chitarra lead, cori

Bonus track list:
- g@ v.2.0
- Final x-plosion
- Slave of Today

## Ristampa in vinile
Nel 2019, Black Shirts Records rilascia una versione in LP (vinile) dell'album che sancì l'inizio della collaborazione tra la band e l'etichetta.
La produzione prevede la track list originale e la veste grafica della ristampa del 2018.